# 第二次穿鼻之戰
第二次穿鼻之戰是中英两国军队于1841年1月7日在清朝广东省珠江三角洲之间进行的一場戰役，是第一次鴉片戰爭的一部分。1841年1月，英军在虎门海峡发动攻击，占领了穿鼻島和大角头上的要塞。英国全权代表查理·义律与滿清官員琦善谈判並在1月20日簽署穿鼻草約。作为协议的条款之一，查理·义律宣布香港島被滿清割让给大大英帝国，此后英国人于1月26日正式拥有该岛。 

## 背景
1840年9月，清朝道光帝讓琦善接替林則徐兩廣總督職務。英国外交大臣第三代巴麥尊子爵亨利·坦普爾指示全权代表查理·义律向滿清提出开通广州 ， 厦门 ， 福州 ， 宁波和上海等港口以及获得至少一个小岛（或者如果滿清拒绝，则在中國大陆上建立一个英国飞地）；并确保对被滿清没收的鸦片以及在英國的军事费用给予赔偿。 12月1日，查理·义律写信给第三代巴麥尊子爵亨利·坦普爾，稱會讓滿清在十天内同意这些要求。在截止日期的三天后，查理·义律向印度总督 乔治·伊登，第一代奥克兰伯爵致函，表示他未能使得滿清让步，但未來仍有希望。 
在与琦善的谈判中，查理·义律希望英國在六年内获得700万美元的賠償，并要求将廈門和舟山割讓給英國。琦善原本提出在十二年内賠償500万美元，所以他们同意賠償600万美元。然而，琦善拒绝了查理·义律的领土要求。 12月17日，查理·义律提出放棄舟山，但要拿其他領土來交換。琦善又拒绝了。查理·义律告诉他：“这里聚集了很多英國部队，如果你故意拖延不肯答應我們的要求，會讓我們變得不耐煩！”一年过去了，英國人的要求仍未得到滿清答復。 后来广州謠傳道光皇帝要重啟戰爭的谣言。1841年1月5日，查理·义律准备对广州发起进攻，并通知琦善，如果雙方无法达成协议，进攻将在两天内开始。

## 战斗
英軍船隻於1月7日上午8:00开始从三板洲出发。  9:00，英軍登陸穿鼻島。 
英軍在島上行走了1.5英里（2.4），发现了清軍的一個要塞。当清軍發現英軍前來时，立刻朝英軍开火。作为回应，在島上的英軍使用大炮朝清軍還擊。清軍开火時間持續约20分钟。在硫磺號船长愛德華·卑路乍指挥下，附近的英軍“皇后”号和“复仇女神”号輪番朝清軍要塞发射炮弹，其他英國船隻朝島上另一個清軍要塞炮擊。 不到一个小时的时间，清軍的炮擊聲開始沉寂。 10:00 ，一個清軍要塞被占领，另一個清軍要塞被英軍包围。在把被包圍的清軍要塞佔領後，“复仇女神”号袭击了关天培的船隻。 

复仇女神号（右側）將一艘清軍船隻擊沉

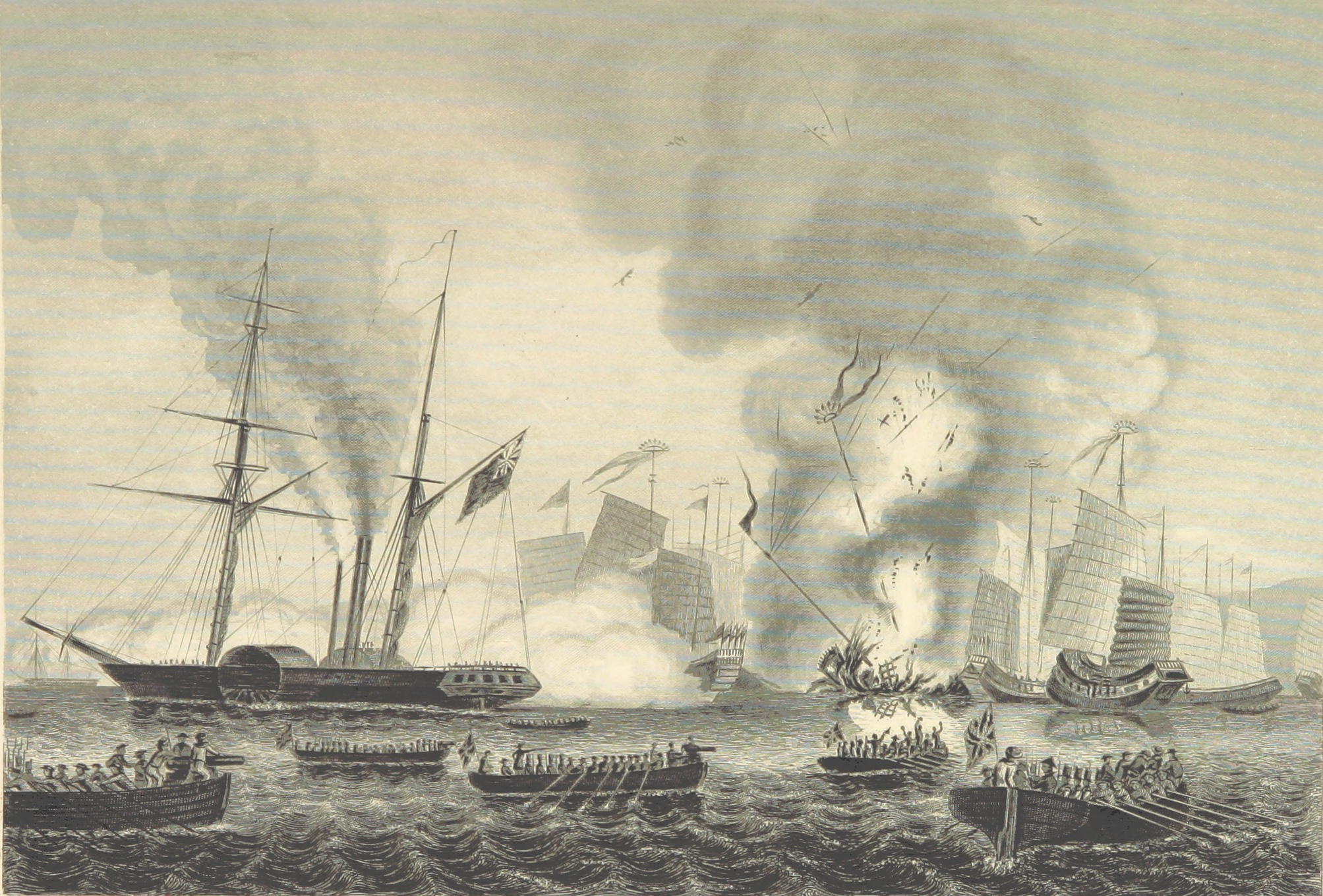
复仇女神号在穿鼻与清軍船隻交战

中午时分，两艘英軍船隻驶向關天培所在的船。 他们发现船上只有一个人，那個人在看到英軍登上船后，便跳下船头 。  同时，英軍開始進攻大角头。  11:20  ，英軍攻入了要塞 。在交战中，清軍无法承受英国鳥銃的猛攻。要塞最終被攻佔。 
這場戰役中总共有38名英国人受伤。  英方評估清軍2000名士兵中有500至600人陣亡。  清朝的记录显示有744人伤亡（277人死亡和467人受伤）。  此外英軍擊沉了11艘清軍船隻 ，并收繳了191枚火炮。  第二天英國释放了100名放下武器的清軍俘虜。 

## 后果
查理·义律将一名清朝俘虜還給了關天培，并写了一封信，向其解释“战争的用途”。  1月8日上午11:30 ，英国船只在接近威远岛时，一艘由老妇人駕駛的船舉著白旗朝英軍駛來。  老婦人船上的一名男子被带上英国船隻，聲稱關天培希望英方停止敌对行动三天，以便他能联系琦善。  
1月20日，在穿鼻草約簽署後，查理·义律宣布了琦善与他本人之间達成的初步協議的內容，其中涉及将香港岛割让给英国，以及清朝向英国政府支付600万英镑的赔偿金和在农历新年後的十天之内重開广州贸易。 英軍同意将穿鼻島和大角頭歸還給清朝，并從舟山撤離。 
道光皇帝得知琦善私自簽署穿鼻草約的消息后大為不滿，並下令將琦善革職問罪。  1841年4月21日，第三代巴麥尊子爵亨利·坦普爾写了一封谴责信寄给查理·义律，巴麥尊子爵认为英國所得到的香港是一个贫瘠的岛屿，島上甚至連房子都沒有。1841年5月，砵甸乍接替查理·义律担任英國全权代表。

## 備註
脚注
1. ↑  Charles Elliot wrote "Chuenpee" for what some have written "Chuenpi" and is called "Chuanbi" (穿鼻) in pinyin.[2]
2. ↑  Anson's Bay lies between Chuenpi and Anunghoy Island, north of Chuenpi.[11]

引文
1. ↑  Hall & Bernard（1844年），第119页
2. ↑  Hoe & Roebuck 1999, p. xviii
3. ↑  The Chinese Repository, vol. 9, pp. 412–413
4. 1 2  Hanes & Sanello（2004年），第117页
5. 1 2  Le Pichon 2006, p. 39
6. 1 2  Fay 1997, p. 270
7. ↑  Hanes & Sanello（2004年），第118页
8. ↑  Mackenzie 1842, p. 14
9. ↑  The Chinese Repository, vol. 10, p. 37
10. 1 2  Bulletins of State Intelligence 1841, pp. 223–224
11. ↑  Hall & Bernard（1844年），第125页
12. 1 2  MacPherson 1843, p. 267
13. ↑  The Nautical Magazine 1841, p. 415
14. 1 2  Hall & Bernard（1844年），第127页
15. ↑  The United Service Journal 1841, p. 242
16. ↑  Bulletins of State Intelligence 1841, p. 232
17. ↑  The Chinese Repository, vol. 10, p. 41
18. ↑  Bulletins of State Intelligence 1841, p. 229
19. ↑  Bulletins of State Intelligence 1841, p. 225
20. ↑  Mao 2016, pp. 206–207
21. ↑  Ouchterlony 1844, p. 96
22. ↑  Belcher 1843, p. 144
23. ↑  Bulletins of State Intelligence 1841, p. 243
24. ↑  Bulletins of State Intelligence 1841, p. 226
25. ↑  Parker 1888, p. 25
26. ↑  Bingham 1843, p. 30
27. ↑  Mackenzie 1842, p. 25
28. ↑  Ouchterlony 1844, pp. 100–101
29. ↑  Mackenzie 1842, pp. 25–26
30. ↑  MacPherson 1843, p. 72
31. ↑  The Chinese Repository, vol. 11, p. 578
32. ↑  The Chinese Repository, vol. 10, p. 63
33. ↑  Bulletins of State Intelligence 1841, p. 270
34. ↑  Martin 1847, p. 66
35. ↑  Davis 1852, p. 50
36. ↑  Davis 1852, pp. 51–52
37. 1 2  Le Pichon 2006, p. 40